# Bianca Belair
Bianca Blair Crawford, rozená Bianca Nicole Blair (* 9. dubna 1989 Knoxville) je americká profesionální zápasnice, která od dubna 2016 spolupracuje se společnosti WWE, kde vystupuje v show SmackDown pod jménem Bianca Belair.

## Mládí
V mládí studovala na Austin-East Magnet High School v Knoxville v Tennessee, kde byla úspěšná ve sportu. Po střední škole nejprve navštěvovala University of South Carolina a poté Texas A&M University. Následně se vrátila do Knoxville, aby dokončila vysokoškolskou kariéru na University of Tennessee. Trénovala stylem CrossFit a byla powerlifterka, ale tuto kariéru musela ukončit kvůli mezižeberní chondritidě, známé také jako syndrom posunujících se žeber, který připisovala přehnanému tréninku.

## Wrestlingová kariéra
Po konci s CrossFit kariérou se v roce 2016 rozhodla pro spolupráci se společností World Wrestling Entertainment, v níž byla zařazena do NXT a později do hlavního rosteru společnosti. V něm se stala nejprvé vítězkou SmackDown a později i RAW ženskou šampionkou. 
Po 420 dnů byla držitelkou titulu Raw Women's, čímž se stala nejdéle vládnoucí držitelkou tohoto titulu.

## Osobní život
Dne 9. června 2017 oznámila, že se zasnoubila s profesionálním zápasníkem Kenneth Crawfordem, lépe známým jako Montez Ford. Svatbu pár měl 23. června 2018. Vychovávají spolu dvě děti z Fordova předchozího vztahu.

## Úspěchy
- WWE
  - WWE Women's Championship (2x)
  - WWE SmackDown Women's Championship (1x)
  - Royal Rumble (2021)